# Commissione alleata
Dopo la fine delle ostilità nella seconda guerra mondiale gli Alleati avevano il controllo dei paesi sconfitti dell'Asse. Anticipando la sconfitta di Germania e Giappone avevano già istituito la Commissione consultiva europea (EAC) e la Commissione consultiva dell'Estremo Oriente (FEAC) per formulare raccomandazioni per il dopoguerra. Di conseguenza gestivano il controllo dei paesi sconfitti attraverso una Commissione alleata (in inglese: Allied Commission, sigla AC), denominata fino al 25 ottobre 1944 Commissione di controllo alleata (in inglese: Allied Control Commission, sigla ACC), composte da rappresentanti dei principali Alleati. Le Commissioni alleate furono istituite al fine di garantire l'adempimento delle clausole degli armistizi conclusi nel corso della Seconda guerra mondiale, favorire le relazioni con le Nazioni Unite e aiutare la popolazione ridotta allo stremo.

## Italia
La Commissione alleata per l'Italia è stata istituita il 10 novembre 1943 dal Generale Dwight D. Eisenhower, comandante in capo delle forze alleate nel Mediterraneo, in base alle disposizioni dell'articolo 37 dell'armistizio concluso fra l'Italia e gli Alleati il 29 settembre 1943 ed è stata smantellata il 14 dicembre 1947 in seguito al Trattato di Parigi fra l'Italia e le potenze alleate.

## Romania
L'accordo di armistizio con la Romania del 12 settembre 1944 stabiliva, tra l'altro, quanto segue:
- Articolo 1 "Dal 24 agosto 1944, alle quattro del mattino, la Romania ha cessato del tutto le operazioni militari contro l'Unione delle Repubbliche Socialiste Sovietiche su tutti i teatri di guerra, si è ritirata dalla guerra contro le Nazioni Unite, ha interrotto i rapporti con la Germania e suoi satelliti, è entrata in guerra e farà guerra a fianco delle potenze alleate contro la Germania e l'Ungheria allo scopo di ripristinare l'indipendenza e la sovranità rumena, per questo motivo fornisce non meno di dodici divisioni di fanteria con truppe di corpo.
- Articolo 4 "Il confine di stato tra l'Unione delle Repubbliche Socialiste Sovietiche e la Romania, stabilito dall'Accordo Sovietico-Rumeno dell'8 giugno 1940, è ripristinato".
- Articolo 18 "Sarà istituita una Commissione Alleata di Controllo che assumerà fino alla conclusione della pace la regolamentazione e il controllo sull'esecuzione dei presenti termini sotto la direzione generale e gli ordini dell'Alto Comando Alleato (sovietico), agendo per conto del Potenze alleate". Nell'allegato all'articolo 18, è stato chiarito che "Il governo rumeno e i suoi organi devono adempiere a tutte le istruzioni della Commissione di controllo alleata derivanti dall'accordo di armistizio. "e che la Commissione di controllo alleata avrebbe sede a Bucarest.
- Articolo 19 "I Governi Alleati considerano nulla la decisione del lodo di Vienna sulla Transilvania e convengono che la Transilvania (o la maggior parte di essa) debba essere restituita alla Romania, previa conferma all'accordo di pace, e il Governo Sovietico conviene che le forze sovietiche partecipino a tal fine ad operazioni militari congiunte con la Romania contro la Germania e l'Ungheria".

In linea con l'articolo 14 dell'accordo di armistizio, sono stati istituiti due tribunali del popolo rumeni per processare sospetti criminali di guerra. Il Trattato di pace con la Romania è stato firmato il 10 febbraio 1947 ed è entrato in vigore il 15 settembre 1947.
La commissione, posta sotto la guida nominale del generale sovietico Rodion Malinovsky (rappresentato da Vladislav Petrovich Vinogradov) ed era dominata dai leader dell'Armata Rossa.
La commissione era uno degli strumenti utilizzati dall'Unione Sovietica per imporre il dominio comunista in Romania. Le forze di occupazione sovietiche rimasero in Romania fino al 1958 e il paese divenne uno stato satellite dell'Unione Sovietica, aderendo al Patto di Varsavia e al COMECON.

## Finlandia
La Commissione arrivò in Finlandia il 22 settembre 1944 per osservare il rispetto della Finlandia con l'armistizio di Mosca. Era composto da 200 membri sovietici e 15 britannici ed era guidato dal colonnello generale Andrei Zhdanov. Poiché la commissione era praticamente interamente controllata dai sovietici, fu anche ufficialmente chiamata Commissione di controllo alleata (sovietica) (Liittoutuneiden (Neuvostoliiton) valvontakomissio in finlandese). Immediatamente dopo il suo inizio, la commissione richiese alla Finlandia di intraprendere un'azione più vigorosa per internare le forze tedesche nella Finlandia settentrionale. Il rispetto della Commissione da parte della Finlandia ha portato a una campagna per cacciare le restanti truppe tedesche nell'area. Allo stesso tempo, la commissione ha anche richiesto alla Finlandia di smobilitare.
L'AC ha fornito alla Finlandia un elenco di leader politici contro i quali la Finlandia ha dovuto avviare procedimenti giudiziari. Ciò richiedeva una legislazione finlandese ex post. L'AC ha interferito con i processi per responsabilità di guerra richiedendo pene detentive più lunghe di quelle contenute nel verdetto preliminare. L'AC ha anche cercato di cambiare la vita politica finlandese richiedendo la messa al bando di un certo numero di presunte organizzazioni fasciste (in pratica antisovietiche), tra cui la Guardia Civile. Inoltre l'AC richiedeva il ritorno forzato di tutti i cittadini sovietici, inclusi finlandesi ed estoni ingriani, in Unione Sovietica.
Dopo la guerra, l'esercito finlandese ha collocato parte delle armi delle truppe smobilitate in diverse centinaia di depositi distribuiti in tutto il paese. I depositi sarebbero stati usati per armare i guerriglieri in caso di occupazione sovietica. Quando la questione è trapelata al pubblico, la commissione ha richiesto alle autorità finlandesi di indagare e perseguire gli ufficiali e gli uomini responsabili della memorizzazione nella cache. Il caso della cache delle armi è stato seguito da vicino fino a quando l'AC non ha stabilito che il caso era puramente un'operazione militare. La Commissione di controllo alleata lasciò la Finlandia il 26 settembre 1947, quando l'Unione Sovietica ratificò finalmente il Trattato di pace di Parigi.

## Bulgaria
L'accordo di armistizio con la Bulgaria del 28 ottobre 1944 stabiliva, tra l'altro, quanto segue:
- Articolo 1: "Alla conclusione delle ostilità contro la Germania, le forze armate bulgare devono essere smobilitate e poste in condizioni di pace sotto: supervisione della Commissione alleata di controllo."
- Articolo 11: i beni sottratti al territorio delle Nazioni Unite devono essere restituiti in quei territori sotto la supervisione della Commissione di controllo.
- Articolo 13: i beni appartenenti alle potenze dell'Asse di Germania e Ungheria non devono essere restituiti senza l'autorizzazione della Commissione di controllo.
- Articolo 18: la commissione dovrebbe "regolare e supervisionare l'esecuzione dei termini dell'armistizio sotto la presidenza del rappresentante dell'Alto Comando (sovietico) alleato. ... Durante il periodo tra l'entrata in vigore dell'armistizio e la conclusione delle ostilità contro la Germania, la Commissione Alleata di Controllo sarà sotto la direzione generale dell'Alto Comando Alleato (sovietico).

I rappresentanti degli Stati Uniti nella Commissione per la Bulgaria erano il maggiore generale John A. Crane (28 ottobre 1944 - 1 marzo 1946) e il maggiore generale Walter M. Robertson (1 marzo 1946 - 10 settembre 1947).

## Ungheria
Accordo di armistizio con l'Ungheria del 20 gennaio 1945 stabiliva, tra l'altro, quanto segue:
- Articolo 1: "Al termine delle ostilità contro la Germania, le forze armate ungheresi devono essere smobilitate e poste su un piano di pace sotto la supervisione della Commissione alleata di controllo.
- Articolo 2: L'Ungheria ha accettato l'obbligo di evacuare tutte le truppe e gli ufficiali ungheresi dal territorio di Cecoslovacchia, Jugoslavia e Romania da lei occupati entro i limiti delle frontiere dell'Ungheria esistenti il 31 dicembre 1937, e anche di abrogare tutte le leggi e disposizioni amministrative relative all'annessione o incorporazione in Ungheria del territorio cecoslovacco, jugoslavo e rumeno.
- Articolo 6: i beni sottratti al territorio delle Nazioni Unite devono essere restituiti in quei territori sotto la supervisione della Commissione di controllo.
- Articolo 8: i beni appartenenti alla potenza dell'Asse della Germania non devono essere restituiti senza il permesso della Commissione di controllo.
- Articolo 11: L'Ungheria deve pagare la Commissione alleata, inoltre "Il governo ungherese assicurerà anche, in caso di necessità, l'uso e la regolamentazione del lavoro delle imprese industriali e dei trasporti, dei mezzi di comunicazione, delle centrali elettriche, delle imprese e degli impianti di pubblica utilità, scorte di carburante e altro materiale, secondo le istruzioni impartite durante l'armistizio dall'Alto Comando Alleato (sovietico) o dalla Commissione Alleata di Controllo".
- Articolo 17: "Gli organi amministrativi ungheresi si impegnano a eseguire, nell'interesse del ristabilimento della pace e della sicurezza, le istruzioni e gli ordini dell'Alto Comando (sovietico) alleato o della Commissione alleata di controllo da essi impartiti allo scopo di garantire l'esecuzione di questi termini di armistizio".
- Articolo 18: "Per tutto il periodo dell'armistizio sarà istituita in Ungheria una Commissione di controllo alleata che regolerà e supervisionerà l'esecuzione dei termini dell'armistizio sotto la presidenza del rappresentante dell'Alto comando alleato (sovietico) ... Durante Nel periodo compreso tra l'entrata in vigore dell'armistizio e la conclusione delle ostilità contro la Germania, la Commissione Alleata di Controllo sarà sotto la direzione generale dell'Alto Comando Alleato (sovietico)".
- Commissione di controllo alleata in Ungheria; 20 gennaio 1945

I rappresentanti degli Stati Uniti nella Commissione per l'Ungheria erano il generale William S. Key (20 gennaio 1945-4 luglio 1946) e il generale di brigata George H. Weems (5 luglio 1946-15 settembre 1947).

## Germania
Il Consiglio di controllo alleato (ACC) per la Germania ha supervisionato le zone di occupazione alleate in Germania. L'ACC è stato istituito con accordo del 5 giugno 1945, integrato da un accordo del 20 settembre dello stesso anno, con sede a Berlino. I suoi membri erano Gran Bretagna, Francia, Unione Sovietica e Stati Uniti d'America. Le decisioni potevano essere prese solo per consenso. Fin dall'inizio il procedimento è stato pesantemente compromesso dalla sistematica mancata collaborazione dei rappresentanti francesi, che erano stati esclusi (su insistenza americana) dalla Conferenza di Potsdam e di conseguenza si rifiutavano di riconoscere qualsiasi obbligo per l'ACC derivante dalla conferenza stessa. In particolare hanno resistito a tutte le proposte per stabilire politiche e istituzioni comuni in tutta la Germania nel suo insieme e tutto ciò che temevano potesse portare all'emergere di un eventuale governo tedesco unificato. La cooperazione all'interno dell'ACC alla fine si interruppe completamente quando il rappresentante sovietico si ritirò il 20 marzo 1948. Fino al 1971 l'ACC non si riunì più e fu preparata la scena per la spartizione della Germania in due stati.
Dopo il crollo dell'ACC, le zone di occupazione britannica, francese e degli Stati Uniti d'America e i settori britannico, francese e degli Stati Uniti d'America a Berlino furono governati dall'Alto Commissariato alleato con membri di Gran Bretagna, Francia e Stati Uniti, mentre la zona sovietica e il settore sovietico di Berlino erano governati dal presidente della Commissione di controllo sovietica, in seguito Alto Commissario sovietico. Il ruolo degli Alti Commissari cessò quando le tre zone occidentali (diverse da Berlino) e la Zona sovietica (diverse da Berlino) acquisirono de facto la sovranità rispettivamente come Repubblica Federale di Germania (Germania Ovest) e Repubblica Democratica Tedesca (Germania Est) (soggetto a determinate restrizioni).
L'ACC si riunì di nuovo nel 1971, portando a un accordo sulle modalità di transito a Berlino. Durante i colloqui per l'unificazione della Germania alla fine del 1989, si decise di convocare nuovamente l'ACC come forum per risolvere la questione dei diritti e privilegi degli Alleati in Germania. Lo scioglimento dell'ACC è stato ufficialmente annunciato dall'accordo Due più quattro del 12 settembre 1990, in vigore dal 15 marzo 1991. L'ACC si è riunito l'ultima volta il 2 ottobre 1990, alla vigilia della riunificazione tedesca.

## Austria
La creazione di una Commissione alleata per l'Austria fu prevista dai leader alleati nelle varie sessioni della Commissione consultiva europea nel 1944. La questione divenne più urgente in seguito all'acquisizione sovietica di Vienna dal controllo tedesco il 13 aprile 1945. Le autorità sovietiche a Vienna decise di stabilire un nuovo governo austriaco senza previa consultazione con gli altri leader alleati e il 27 aprile il leader socialista austriaco Karl Renner formò un governo a Vienna. I governi britannico, statunitense e francese si rifiutarono inizialmente di riconoscere il governo Renner e, per minare la mossa sovietica, decisero di avviare subito il procedimento per istituire una commissione congiunta per l'Austria. Tuttavia, il governo sovietico ha negato il permesso ai rappresentanti alleati di entrare a Vienna tra la fine di aprile e l'inizio di maggio, sostenendo che l'accordo sulla spartizione di Vienna in quattro zone di occupazione doveva essere concluso prima dell'arrivo di altre truppe. Di conseguenza, è stato solo il 4 giugno che una delegazione di generali statunitensi, britannici e francesi è riuscita ad arrivare a Vienna per esaminare le condizioni nell'area. Tuttavia, non sono stati compiuti molti progressi per tutto giugno, poiché le autorità sovietiche hanno limitato il movimento degli alleati occidentali a Vienna e dintorni. Per tutto giugno si tennero a Londra i negoziati per un accordo sulla divisione dell'Austria in zone di occupazione all'interno della Commissione consultiva europea e l'accordo fu concluso il 4 luglio 1945, soggetto a ulteriore approvazione. L'accordo è stato poi approvato dai quattro governi alleati. Il 12 luglio è stato approvato dai governi britannico e francese. Il 21 luglio, il governo sovietico diede la sua approvazione e il governo degli Stati Uniti seguì l'esempio il 24 luglio. Il 27 giugno 1945, poco prima della formazione della Commissione alleata per l'Austria,Mark W. Clark come comandante in capo delle forze di occupazione statunitensi in Austria. Per quanto riguarda la futura commissione per l'Austria, la direttiva affermava:
In quanto tale, servirai come membro degli Stati Uniti del Consiglio Alleato della Commissione Alleata per l'Austria e sarai anche responsabile dell'amministrazione del governo militare nella zona o nelle zone assegnate agli Stati Uniti ai fini dell'occupazione e dell'amministrazione. 
La Commissione alleata per l'Austria è stata istituita dall'Accordo sulle macchine di controllo in Austria, firmato nella Commissione consultiva europea a Londra il 4 luglio 1945. È entrato in vigore il 24 luglio 1945, il giorno in cui gli Stati Uniti ha notificato l'approvazione, l'ultimo dei quattro poteri a farlo. Fu integrato da un accordo del 28 giugno 1946, che consentiva al governo austriaco di condurre relazioni estere.
Un accordo separato per la divisione della città di Vienna in quattro zone di occupazione è stato concluso il 9 luglio 1945. Questo accordo è stato approvato dal governo britannico il 12 luglio, il governo francese il 16 luglio, il governo sovietico il 21 luglio e il Governo degli Stati Uniti il 24 luglio.
L'Austria era divisa in quattro zone: americana, britannica, francese e sovietica. Vienna, essendo la capitale, era divisa in modo simile ma al suo centro c'era una Zona Internazionale, la cui sovranità si alternava a intervalli regolari tra le quattro potenze. La commissione aveva sede a Vienna.

Un problema affrontato dalla commissione fu la questione del governo provvisorio sotto Karl Renner, che fu istituito unilateralmente dal governo sovietico all'inizio di maggio 1945. Gli altri governi alleati inizialmente rifiutarono di riconoscerlo, ma il 1 ottobre 1945 la commissione fatto la seguente raccomandazione:
Il Consiglio ha esaminato la questione del governo provvisorio austriaco e sta formulando raccomandazioni ai rispettivi governi. Il Consiglio ha deciso il ripristino della libertà di stampa in tutta l'Austria subordinatamente alle sole condizioni di sicurezza militare. Hanno anche deciso che a partire dal 1 ° dicembre è vietato indossare uniformi militari a meno che non siano tinte di un colore diverso dal grigio o dal kaki all'ex personale dell'esercito tedesco e ai civili austriaci. 
La commissione ha raccomandato il riconoscimento del governo Renner in cambio dell'introduzione della libertà di stampa e dello svolgimento di libere elezioni.
La commissione per l'Austria fu smantellata in seguito al Trattato di Stato austriaco del 15 maggio 1955.

## Giappone
Alla Conferenza dei Ministri degli Esteri di Mosca fu concordato e reso pubblico in un comunicato emesso al termine della conferenza il 27 dicembre 1945, che la Commissione consultiva dell'Estremo Oriente (FEAC) sarebbe diventata la Commissione dell'Estremo Oriente (FEC). avrà sede a Washington e supervisionerebbe il Consiglio alleato per il Giappone. Questo accordo era simile a quelli che gli Alleati avevano istituito per supervisionare le potenze sconfitte dell'Asse in Europa. In un'immagine speculare di quei paesi dell'Asse, come l'Ungheria, che cadde in Unione Sovietica e fu occupata dalla sola Armata Rossa, essendo il Giappone caduto negli Stati Uniti e occupato dall'esercito americano, agli Stati Uniti fu assegnata la posizione dominante su il Consiglio alleato per il Giappone con sede a Tokyo. Il cambio di nome della FEAC in FEC è stato significativo perché, come ha riferito il Segretario di Stato americano James F. Byrnes dopo la Conferenza "Già il 9 agosto abbiamo invitato l'Unione Sovietica, la Gran Bretagna e la Cina a unirsi a noi nella realizzazione gli obiettivi della dichiarazione di Potsdam e le condizioni di resa per il Giappone. La Commissione consultiva dell'Estremo Oriente è stata istituita in ottobre, ma la Gran Bretagna aveva delle riserve sul suo carattere consultivo e l'Unione Sovietica ha chiesto una decisione in merito alle macchine di controllo a Tokyo prima di unirsi ai lavori della commissione". Come concordato nel comunicato, la FEC e il Consiglio alleato furono smantellati in seguito al Trattato di San Francisco l'8 settembre 1951.